# Organisation paraecclésiale
Les organisations paraecclésiales (ou : paraecclésiastiques, parachrétiennes) sont des organisations basées sur la foi chrétienne, qui accomplissent généralement leurs missions indépendamment de la supervision d'une Église. 

## Définition
Le préfixe para- vient du grec et signifie « à côté de », ekklesia signifiant « Église » . Il s'agit d'organisations ayant des missions précises liées à valeurs évangéliques.
La plupart des organisations paraecclésiales sont protestantes ou évangéliques, mais beaucoup sont interdénominationnelles et œcuméniques . 

## Exemples[3]
- Jeunesse en mission
- Association internationale des Gédéons
- Union internationale des groupes bibliques universitaires
- Focus Family
- Communauté internationale des hommes d'affaires du plein Évangile
- Cru
- Les Navigateurs
- Confessions du christianisme (liste de dénominations chrétiennes)
- Christianisme non confessionnel ou non dénominationnel
- Liste de para-églises chrétiennes (en)
- Postdénominationalisme (en)